# Уоткинсон, Терри
Терри Уоткинсон (р. 1940) — канадский современный художник, живописец, иллюстратор и музыкант.

## Биография
Терри Уоткинсон родился в 1940 году.
В юности жил в городе Тандер-Бей и Ирокез-Фолс в провинции Онтарио, Уоткинсон проучился два года в Университете Торонто на факультете архитектуры, пока не отчислился, чтобы вступить в рок-группу Max Webster которая была создана в 1972 году. Его музыкальный дебют состоялся на концерте в Квебеке в октябре 1974-го.
В течение следующих шести лет он с группой гастролировал по Северной Америке и Европе, выступал в качестве клавишника на аншлаговых концертах группы в таких местах, как Maple Leaf Gardens.
Получил известность в Канаде как клавишник рок-группы Max Webster.
После распада группы в 1981 году, он вернулся учиться в университет, чтобы изучать медицинскую иллюстрацию. Получив степень бакалавра наук, он позднее преподавал этот предмет в Университете Торонто. Его анатомические иллюстрации представлены во многих медицинских учебниках и журналах.
Его картины включают в себя многое из пережитого им жизненного опыта: детство в Тандер-Бей связывает его с канадским севером; его учёба на архитектурном факультете дала ему понимание структуры, точности, мастерства черчения и перспективы; его успех в области медицинской иллюстрации отражается в доскональном знании анатомии. Уоткинсон работает исключительно масляными красками на холсте.
Он также активно работает как художник других жанров. В 1993 году он нарисовал обложку рок-группе Klaatu альбома Peaks.
Помимо написания картин выпустил пару альбомов-синглов Teratology (1995) и Ask (2015), обложки которых он проиллюстрировал сам.
Художник часто проводит лето на озере Онтарио.

## Оценки критиков
В своих архитектурных исследованиях, он сочетает в себе структуру, точность, мастерство рисования и науку перспективы; из своих медицинских иллюстраций он опирается на дисциплину структуры и знание анатомии; а из его музыки исходит ритм и ощущение живого общения. — приводит оценку Mayberry Fine Art канадский Арт-диллер.